# Nilson Simão Nandi
Nilson Simão Nandi (Treze de Maio, 18 de agosto de 1943) é um empresário e político brasileiro.
Filho de Clélia Simon Nandi e de Luiz Nandi. Seu pai foi vereador em Tubarão, iniciou o processo de emancipação de Treze de Maio, ocorrido em 1961, onde ocupou os cargos de prefeito e de vereador. Casou com Lucy Nandi.
Em 1972 foi eleito prefeito de Treze de Maio, para o período de 1973 a 1977.
Nas eleições de 1990 foi candidato a deputado estadual para a Assembleia Legislativa de Santa Catarina pelo Partido Democrático Social (PDS), obtendo 11.776 votos e ficando na suplência de seu partido, foi convocado e integrou a 12ª Legislatura (1991-1995).